# Калман (име)
Калман (мађ:Kálmán) је мађарско име турског порекла. Значење му је остатак, оно што је преостало. Дуго времена је погрешно довођено у везу са Колман (Kolman) и Цоломан (Coloman)
.

## Имендан
- 13. октобар.

## Варијације
- Каман (Kámán)

## Познати Калмани
- Бенда Калман (Benda Kálmán), историчар и академик
- Тиса Калман (Tisza Kálmán), политичар

### Владари
- Коломан Књижар (Könyves Kálmán), мађарски краљ, владао од 1074. године до 13. фебруара 1116. године.